# Helen Chandler
Helen Chandler (Charleston, 1º febbraio 1906 – Hollywood, 30 aprile 1965) è stata un'attrice statunitense.

## Biografia
Cominciò la sua carriera di attrice all'età di 9 anni, esordendo in uno spettacolo a New York. Due anni più tardi, nel 1917, debuttava a Broadway. Tra i suoi primi lavori, una produzione del 1920 del Riccardo III di Shakespeare con protagonista John Barrymore, dove l'attrice quattordicenne interpretò il ruolo di una delle figlie del duca di Clarence.
L'anno dopo, nel 1921, prese parte a una rappresentazione del Macbeth con protagonista un altro dei famosi fratelli Barrymore, Lionel. Nel 1925, in una versione in abiti moderni di Amleto messa in scena al Booth Theatre, ricoprì il ruolo di Ofelia.
Il suo debutto sullo schermo risale al 1927, ancora ai tempi del cinema muto, in The Music Master, adattamento cinematografico di un lavoro teatrale del celebre drammaturgo David Belasco.
La Chandler raggiunse l'apice della carriera cinematografica nel 1931, grazie al ruolo di Mina Harker in Dracula, in cui recitò accanto a David Manners e Bela Lugosi in quello che diventò uno degli horror di maggior successo della storia del cinema. Nello stesso anno la Chandler recitò nuovamente con David Manners nel film The Last Flight (1931), interpretato anche da Richard Barthelmess e Johnny Mack Brown. Nel 1933 lavorò con Katherine Hepburn e Colin Clive nel film La falena d'argento, continuando contemporaneamente a recitare alla radio e in ruoli teatrali a Los Angeles, New York e Londra.
La carriera della Chandler volse al declino già nella seconda metà degli anni trenta, complice l'alcolismo e diversi ricoveri nel tentativo di disintossicarsi. Nel 1950 rimase gravemente ferita nell'incendio della propria abitazione e, malgrado le gravi ustioni riportate, riuscì a sopravvivere, malgrado non fosse più in grado di contrastare la propria dipendenza dall'alcool. Morì a Hollywood il 30 aprile 1965 per un arresto cardiaco, durante l'intervento chirurgico per un'ulcera allo stomaco. 

## Filmografia
- The Music Master, regia di Allan Dwan (1927)
- Sogni dorati (The Joy Girl), regia di Allan Dwan (1927)
- Mother's Boy, regia di Bradley Barker (1929)
- Saluto militare (Salute), regia di David Butler e John Ford (non accreditati) (1929)
- Lotta d'aquile (The Sky Hawk), regia di John G. Blystone (1929)
- La traccia bianca (Rough Romance), regia di A.F. Erickson (1930)
- Mothers Cry, regia di Hobart Henley (1930)
- Outward Bound, regia di Robert Milton e, non accreditato, Ray Enright (1930)
- Dracula, regia di Tod Browning (1931)
- La piccola amica (Daybreak), regia di Jacques Feyder (1931)
- Salvation Nell, regia di James Cruze (1931)
- The Last Flight, regia di William Dieterle (1931)
- Fanny Foley Herself, regia di Melville W. Brown (1931)
- La sposa nella tempesta (A House Divided), regia di William Wyler (1931)
- Vanity Street, regia di Nick Grinde (1932)
- Behind Jury Doors, regia di B. Reeves Eason (1932)
- La falena d'argento (Christopher Strong), regia di Dorothy Arzner (1933)
- Alimony Madness, regia di B. Reeves Eason (1933)
- Dance Hall Hostess, regia di B. Reeves Eason (1933)
- Goodbye Again, regia di Michael Curtiz (1933)
- The Worst Woman in Paris?, regia di Monta Bell (1933)
- Long Lost Father, regia di Ernest B. Schoedsack (1934)
- Midnight Alibi, regia di Alan Crosland (1934)
- Unfinished Symphony, regia di Anthony Asquith, Willi Forst (1934)
- Radio Parade of 1935, regia di Arthur B. Woods (1935)
- It's a Bet, regia di Alexander Esway (1935)
- Un caso fortunato (Mr. Boggs Steps Out), regia di Gordon Wiles (1938)